# Абыкен, Азат Болатулы
Азат Абыкен (каз. Азат Абыкен Болатұлы; род. 18 декабря 1992, Алматы, Казахстан) — казахстанский продюсер, предприниматель. Лауреат рейтинга Forbes «30 under 30», Казахстан. Член Совета по молодежной политике при Президенте Республики Казахстан. Вице-президент Федерации альпинизма и спортивного скалолазания Республики Казахстан.

## Биография
Родился 18 декабря 1992 года в г. Алматы. Окончил Алматинскую школу-гимназию № 5. В школьные годы активно занимался спортом — Окинава Годзюру Каратэ — До — чемпион Казахстана. Играл в водное поло за сборную «ДИНАМО». Занимался боксом в полусреднем весе, баскетболом и современными танцами.
В 2006—2007 годах, будучи в старших классах, начал играть в КВН.
В 2009 году вместе с семьей переезжает в Астану. В этом же году поступает в КазГЮУ (очное отделение) на специальность «Правоохранительная деятельность. Следственная криминалистика».
Входил в состав сборной КВН КазГЮУ, а также команды КВН «Абджапаров Габиден».
В 2016 году после степени бакалавра, получил степень магистра юридических наук.
В 2023 году окончил Бизнес-школу MBA.

## Карьера
В 2018 году основал ивент-менеджмент и Продакшн компанию «Green Case», под эгидой которой было проведено более 100 проектов по всему миру. Среди них официальные мероприятия, ряд масштабных молодежных проектов, социальные проекты и профильные мероприятия.
В 2021 году основал первый казахстанский стендап-клуб — «Jeltoksan» (Алматы).
В 2022 году за проведение проекта был награжден лично из рук Папы Франциска Медалью Ватиканского монетного двора приуроченной к его визиту в Казахстан на VII Съезд лидеров мировых и традиционных религий.
В 2023 году создал и запустил проект по созданию образовательно-развлекательного контента для детей на казахском языке «Phenomenal Kids».
Запоминающиеся проекты: You Fest, Азия Дауысы, Sagyndym fest.

## Музыка
Начал заниматься музыкой в школьные годы под псевдонимом «Aziko».
В 2016 году выпустил клип на песню «Новые герои» под именем «Азат Абыкен».
В 2018 году запустил новый музыкальный проект «Abyken», под эгидой которого вышел сингл «ОК» — музыкальный клип, съемки которого проходили на острове Гавайи.
В 2022 году совместно с Zaq из Ninety one, Jaman T и Евгением Чебатковым выпустил трек «GGG» в поддержку боксера Геннадия Головкина накануне третьего боя против Сауля Альвареса.
Является основателем авторского проекта «Abyken — Podcast», в мотивирующем разговорном жанре со смысловым видеорядом.
Участвовал в совместном творчестве с исполнителем Дарханом Джунусбековым, известным как Darkhan Juzz., выпустил трек «Seruen»
В 2023 году в рамках авторского проекта «Abyken — Podcast» выпустил альбом «Абыкновенная История».

## Телевидение
- 2015 год — телепроект «Бунтари» — продюсер, ведущий;
- 2016 год — телепроект «Холодильник» — продюсер;
- 2016 год — ведущий программы «Зеленый чемодан», радиостанция «Orda FM»;
- 2017 год — линейный ведущий программы «Big love message», радиостанция «Love Radio»;
- 2017 год — продюсер и ведущий программы «Rap news», 7 канал;
- 2017 год — продюсер и ведущий программы «Верните хит», 7 канал[9];
- 2018 год — продюсер и ведущий программы «Наши люди»[10], 7 канал. В рамках проекта съемочная команда совершила кругосветное путешествие.

## Фильмография
- Художественный фильм «Любовь как кофе»[11], актёр;
- Художественный фильм «Пришельцы в ауле», актёр;
- Художественный фильм «Бойжеткен», актёр;
- Документальный фильм «Ахимса», актёр;

- Документальный фильм «Курьер», продюсер[12].

## Семья
- Отец — Болат Абыкенович Нагыманов (род. 1965). Врач высшей категории. Кандидат медицинских наук, доцент;
- Мать — Шарипа Адильхановна Аканова (род. 1964);
- Сестра — Асем Болаткызы Нагыманова (род. 1990);
- Женат, двое детей.

## Достижения
- Лауреат рейтинга Forbes «30 under 30», Казахстан;
- Почетная Грамота «Құрмет» от президента Республики Казахстан Касым-Жомарта Кемелевича Токаева
- Медаль Ватиканского монетного двора от Папы Римского Франциска за проведение Святой Мессы
- Благодарственное письмо за участие в организации "Съезда лидеров мировых и традиционных религий от Председателя Сената Парламента РК Ашимбаева Маулена Сагатханулы

1. ↑  Сила в балансе: Азат Абыкен рассказал о своих проектах и опыте, приобретённом в 2022-м. www.forbes.kz (19 декабря 2022). Дата обращения: 17 марта 2023. Архивировано 17 марта 2023 года.
2. ↑  Айша Еркебулан. Знакомьтесь с лидерами будущего. Forbes Kazakhstan представляет рейтинг «30 моложе 30». www.forbes.kz (5 ноября 2019). Дата обращения: 17 марта 2023. Архивировано 5 ноября 2019 года.
3. ↑  С недавнего времени я вошел в состав Совета по молодежной политике при Президенте Республики Казахстан. www.instagram.com. Дата обращения: 13 июня 2023.
4. ↑  Полной неожиданностью стала Медаль Святой Девы Марии, полученная лично от Папы Франциска за безупречное проведение Мессы. www.instagram.com. Дата обращения: 13 июня 2023.
5. ↑  Папа Франциск в Казахстане. Папа Франциск в Казахстане. Дата обращения: 13 июня 2023. Архивировано 30 июня 2023 года.
6. ↑  Газиза Габи. В Алматы презентовали образовательный проект для детей на казахском языке. www.forbes.kz (7 июня 2023). Дата обращения: 13 июня 2023. Архивировано 13 июня 2023 года.
7. ↑  tengrinews.kz. "Звучит как молитва". Чебатков и рэперы снялись в ролике в поддержку Головкина. Главные новости Казахстана - Tengrinews.kz (16 сентября 2022). Дата обращения: 25 марта 2023. Архивировано 29 сентября 2022 года.
8. ↑  tengrinews.kz. "Пацан с душой художника" - друзья и коллеги поделись личными воспоминаниями о Darkhan Juzz. Главные новости Казахстана - Tengrinews.kz (1 марта 2023). Дата обращения: 19 апреля 2023. Архивировано 19 апреля 2023 года.
9. ↑  Какие спикеры выступят на Форуме молодых предпринимателей 13 декабря. www.businessfm.kz (11 декабря 2019). Дата обращения: 17 марта 2023. Архивировано 17 марта 2023 года.
10. ↑  Наши люди. Дата обращения: 22 февраля 2023. Архивировано 19 февраля 2023 года.
11. ↑  Любовь как кофе. Дата обращения: 22 февраля 2023. Архивировано 5 сентября 2022 года.
12. ↑  Новогодний короткометражный фильм "Курьер". Дата обращения: 17 марта 2023. Архивировано 17 марта 2023 года.

## Социальные сети
- Азат Абыкен в Instagram
- Азат Абыкен в Facebook